# 近鉄あやめ池遊園地
座標: 北緯34度42分02秒 東経135度45分35秒 / 北緯34.700508度 東経135.759765度
近鉄あやめ池遊園地は、奈良県奈良市あやめ池北1丁目9番1号（近鉄奈良線菖蒲池駅下車北口すぐ）にかつて存在した遊園地。近畿日本鉄道（法人としては現在の近鉄グループホールディングス）の子会社であった近鉄興業株式会社（現在は解散）が運営していた。

## 概要
大阪電気軌道が初めて開発した遊園地。大阪電気軌道は関西私鉄では後発企業であり、沿線には社寺や旧跡があったことから、同業他社より遅れての遊園地事業への参入であった。敷地面積は約30万m2で、天然の菖蒲上池を中心に遊戯施設やボウリング場、動物園（県下唯一）などを配置。また、2003年（平成15年）まで近畿日本鉄道の傘下だったOSK日本歌劇団の常設小屋として円形大劇場があり、団員養成施設の日本歌劇学校もあった。
また、大阪電気軌道（現・近鉄奈良線）開業時の車両デボ1形電車も保存展示されていた。
1990年代以降、レジャーの多様化や少子化で来園者が減り、2001年のUSJ開業も減少に追い打ちをかけたうえ、近鉄グループのリストラも重なって（上記OSK日本歌劇団の支援終了や近鉄劇場の閉鎖、大阪近鉄バファローズの球団合併等レジャー部門を中心に撤退が相次いだ）、2004年（平成16年）6月6日で閉園、78年の歴史に幕を下ろした。

## 閉園後
運営していた近鉄興業は事業を近鉄レジャーサービスや近畿日本鉄道に譲渡し、2004年（平成16年）12月に解散。動物は他の遊園地に、遊戯物も多くは加森観光（本社・札幌市）が引き取り、同社が所有する遊園地に移転したほか、おとぎ列車が生駒市の幼稚園に譲渡された。他にも一部の遊戯物が京都府の笠置キャンプ場に移転、活用されている。大軌デボ1形についても近鉄五位堂検修車庫（奈良県香芝市）に移転し引き続き保存している。宙返りコースター「トルネイダー」は姫路セントラルパークに移設された。
遊園地跡には2008年（平成20年）から近鉄あやめ池住宅地が開発されている。

## 歴史
- 1925年（大正14年）- 大阪電気軌道が遊園地の建設地を奈良県生駒郡伏見村大字菅原に決定し、設計を椎原兵市大阪市公園課長に委託[2]。
- 1925年（大正14年）9月 - 造成工事に着手[1][2][3]。
- 1926年（大正15年）6月 - 竣工[1]。
- 1926年（大正15年）6月 - 園内の周遊道路、花菖蒲園、演芸場、小運動場等が完成[3]。
- 1926年（大正15年）6月11日 - 菖蒲池遊園地開園[1][2][3][4][5]。総面積は56,000坪[1][2]。
- 1926年（大正15年）7月 - あやめ館開館[1]。
- 1927年（昭和2年） - 菖蒲池遊園地南側で炭酸鉄泉が湧き出る[1]。
- 1928年（昭和3年）3月30日 - 遊覧客を呼び込むため、大阪電気軌道が菖蒲池遊園地南側の土地を所有する大軌土地を合併[1]。
- 1928年（昭和3年）9月 - 竹中工務店による菖蒲池温泉場の建設工事が着手[2]。
- 1929年（昭和4年）7月 - 菖蒲池温泉場が竣工[2]。
- 1929年（昭和4年）7月20日 - 余興場、遊戯場、食堂を併設した約1,000坪の鉄筋コンクリート2階建てで、大浴場・家族室・休憩室からなる菖蒲池温泉場が開業[1][2][4]。
- 1935年（昭和10年）- 魔法の島を開設[3]。魔法の島にはコースター、スクーター、ワンダーホイール、自動乗馬、メリーゴーランド、射的、回転円筒、回転円盤、聖戦ゲーム、水遊び場、砂遊び場、水鳥舎などが設けられた[2]。
- 1940年（昭和15年）9月28日-11月15日 - 紀元2600年と日本の航空開始30周年を記念し、近畿日本鉄道の遊園地としては初めての大規模な博覧会となる大日本飛行協会・朝日新聞社主催「航空日本大展観」を入場無料で生駒山上遊園地と同時開催[3][4]。会場正面の荒鷲の門上部には93式軽爆撃機が使われ、あやめ池上池中央の橋は改装されて模型の軍艦がつくられた[3]。これ以降朝日新聞社主催「第1回日本ステート・フェア」が開催されるまでの約10年間催物は全面休止となる[4]。
- 戦時中 - あやめ池遊園地はあやめ池科学広苑、あやめ池温泉場は健民厚生場となり、あやめ池科学広苑に近代兵器科学館が開館[3]。
- 1943年（昭和18年）6月25日 - 飛行塔、ワンダー・ホイールを撤去・供出[1][4][5]。
- 1945年（昭和20年）11月2日 - あやめ池温泉場が進駐軍に接収される[1]。
- 1948年（昭和23年）9月28日 - あやめ池温泉場の進駐軍による接収が解除される[1][4][5]。
- 1949年（昭和24年）4月1日-5月31日 - 朝日新聞社主催「第1回日本ステート・フェア」を開催[4][5]。農業科学館、水産館、農業機械展示場などが設置され、飛行塔、ワンダー・ホイールが復活[3]。
- 1950年（昭和25年）3月21日 - 大阪松竹歌劇団によるあやめ池公演開始[1]。
- 1953年（昭和28年）8月21日 - あやめ池温泉場の経営が近畿日本観光ホテルに委託される[4][5]。
- 1954年（昭和29年）3月21日-5月31日 - 第2回日本ステート・フェアを開催[4][5]。
- 1954年（昭和29年）3月21日 - 第2回日本ステート・フェア開催を機に全長225mの空中観光ロープウェイの営業開始[3][4][5]。
- 1954年（昭和29年）- 第2回日本ステート・フェア開催を機にあやめ池温泉場に自然博物館を開設[3][4]。
- 1954年（昭和29年）- 大菊人形展「菊花パラダイス」を開催[1][3]。その後も秋の風物詩として1987年まで続けられる[1][3]。
- 1955年（昭和30年）- あやめ館の経営が近畿日本観光ホテルに委託される[4]。
- 1956年（昭和31年）3月21日 - 鉄筋コンクリート製2階建て2,970m2で3,000人を収容できる円型ドーム型大劇場「あやめ池円型大劇場」が開場[1][4]。
- 1957年（昭和32年）4月 - あやめ池温泉場が休止[1]。
- 1957年（昭和32年）7月 - 自然博物館を大劇場で公演する大阪松竹歌劇団に音楽学校校舎として賃貸[4]。
- 1958年（昭和33年）2月1日 - 当遊園地の運営を行うあやめ池遊園地株式会社が設立[1][4][5]。
- 1958年（昭和33年）3月20日-6月5日 - 近畿日本鉄道・産経新聞社共催「平和のための防衛博覧会」を開催[4]。
- 1958年（昭和33年）4月1日 - あやめ池温泉場の建物にて日本歌劇学校が開校。
- 1960年（昭和35年）3月19日 - 水上ログコースター「ロッキー」（全長1.44km）を新設[4]。また、遊園地内を一周する「こどもの汽車」の増備と路線延長が竣工[4][5]。
- 1961年（昭和36年）5月7日 - 力道山率いる日本プロレスがプロレスリング興行を開催し、36,000人の観衆（主催者発表）を集める[6] 。
- 1962年（昭和37年）7月1日 - レクリエーションプールがオープン[5][7]。
- 1963年（昭和38年）- 菖蒲池駅前広場を拡張、大駐車場を新設[5]。
- 1967年（昭和42年）7月 - 管理運営会社の「あやめ池遊園地株式会社」が近鉄興業に吸収合併[5]。
- 1968年（昭和43年）- 野外劇場サウンドスタジアムを開設[1][5]。
- 1970年（昭和45年）4月8日 - あやめ池ボーリングセンターが開場[1][5]。
- 1971年（昭和46年）- 大催物館を開設[5]。
- 1972年（昭和47年）- 近畿日本鉄道があやめ池遊園地を近鉄興業に譲渡[5]。
- 1977年（昭和52年）12月26日 - あやめ池大劇場に隣接するあやめ池歌劇学校の建物が竣工[5]。
- 1978年（昭和53年）3月31日 - 日本歌劇学校があやめ池大劇場の隣へ移転、あやめ池温泉場を引き継いだ重厚な建物は解体へ（現在はローレルハイツあやめ池と奈良市伏見公民館あやめ池分館）。
- 1981年（昭和56年）3月19日 - 水上宙返りコースター「トルネイダー」を設置[3][8][9]。
- 1989年（平成元年）- ジャンボメリーゴーランドを設置[3]。
- 2002年（平成14年）3月1日 - あやめ池遊園地の土地などの現物出資で近鉄レジャーサービス株式会社が設立[1]。
- 2004年（平成16年）6月6日 - あやめ池遊園地閉園、あやめ池ボーリングセンター閉場[1]。

## 近鉄あやめ池住宅地
近鉄グループ経営計画に基づき、あやめ池遊園地跡地の菖蒲上池周辺に近畿日本鉄道と近鉄不動産が共同で開発している新興住宅地。
菖蒲上池周辺は風致地区に指定されており、また地元では環境保護運動もあったため、計画は奈良市や地元住民と協議をしたうえで立案されている。2006年5月には附属小学校が狭く、幼稚園とも離れていたため一体化できる場所を探していた学校法人近畿大学と基本合意し、あやめ池遊園地の円形大劇場跡地に附属幼稚園が2010年4月6日に移転開園、同時に小学校も開校した。
なお、住宅地には省CO2設備を配しており、国土交通省の「住宅・建築物省CO2推進モデル事業」に宅地開発事業で初めて採択された。

### 概要
まちづくりコンセプトの策定
近畿日本鉄道、地元住民代表及び奈良市、有識者からなる「あやめ池遊園地跡地利用検討会」を設置し、まちづくりコンセプトや、樹木の保全を定めた「緑のリサイクル計画」、「景観・環境ガイドライン」を策定。
省CO2設備の導入
風力発電や池の水面に浮かべた太陽光発電パネルを、集会場や照明灯の電源として活用する。
地域特性を活かし、池の涼風を取り込めるような環境と共生する「緑のコリドー」を形成する。
戸建住宅には、外断熱工法やLED照明、家庭用コージェネレーションと太陽光のダブル発電システムなどを採用する。
集合住宅には、各住戸に真空二重ガラスや潜熱吸収型温暖房機などを、共用部に太陽光発電パネルやLED照明を採用する。
住民による持続可能なエコ活動推進
住民で結成される団地管理組合を法人化し、省CO2設備の維持管理や住民のエコ活動の運営を担当する。
「住宅専用ポータルサイト」や「電動自転車シェアリング」、エコ活動に応じて加算され、街区内の店舗や公共交通機関で利用できる「地域エコ通貨」を導入し、住民自身によるエコ活動を推進させる。

### 沿革
- 2004年（平成16年）6月 - あやめ池遊園地が閉園する[12]。
- 2005年（平成17年）12月 - あやめ池遊園地跡地の利用が近畿日本鉄道の主要プロジェクトになり、近畿日本鉄道、地元住民代表及び奈良市、有識者からなる「あやめ池遊園地跡地利用検討会」が設置される[1][12]。
- 2006年（平成18年）5月 - 近畿日本鉄道と近畿大学が教育施設誘致に関して基本合意[1]。
- 2007年（平成19年）3月 - 奈良市による都市計画・都市計画道路が決定する[1][12]。
- 2007年（平成19年）12月 - 奈良県による用途地域、風土地区の変更が告示される[12]。
- 2008年（平成20年）2月29日 - 土地区画整理事業計画が認可される[12]。
- 2008年（平成20年）3月3日 - 造成工事が着工する[1][12]。
- 2010年（平成22年）4月5日 - 午前10時30分頃、ショベルカーでの掘削作業中に旧日本陸軍が使用していた八八式七糎野戦高射砲と小銃の銃身が発見される[16]。
- 2010年（平成22年）4月7日 - 奈良西署と陸上自衛隊による捜索の結果、爆弾や機雷などが見つかる[17]。
- 2010年（平成22年）4月6日 -「近鉄あやめ池住宅地」誕生記念式典開催[1]。
- 2010年（平成22年）4月 - 一部まち開きし、ハーベスあやめ池店が開業[1]。
- 2010年（平成22年）10月9日 - まち開き。
- 2010年（平成22年）10月9日-10月31日 -「近鉄あやめ池住宅地」街びらきイベント開催[1][18]。
- 2011年（平成23年）5月16日 - 菖蒲池駅前北側施設が開業[19]。

### 立地施設
- 菖蒲池駅前北側施設
  - 南都銀行あやめ池支店
  - ブレスあやめ池店
  - ファミリーマート近鉄あやめ池駅前店
- ハーベスあやめ池店
- テニスクラブコ・ス・パあやめ池
- HANA
- 近畿大学附属幼稚園
- 近畿大学附属小学校
- 調整池
- ローレルコートあやめ池東館
- 戸建住宅
- ローレルコートあやめ池
- イリスウォーターテラスあやめ池
- 戸建住宅
- メディカルコートあやめ池
  - 多田皮フ科形成外科
  - キリン堂薬局北あやめ池店
  - 井上眼科
  - ファルコバイオシステムズ奈良北営業所
  - ファルコバイオシステムズ奈良ラボ
  - くがい整形外科
  - やまだクリニック
  - まつもと歯科医院
  - natura・natura
- 公園

## 参照元
1. 1 2 3 4 5 6 7 8 9 10 11 12 13 14 15 16 17 18 19 20 21 22 23 24 25 26 27 28 29 30 31 32  「近畿日本鉄道 100年のあゆみ」近畿日本鉄道、2010年12月、NCID BB05245458
2. 1 2 3 4 5 6 7 8  「大阪電気軌道株式会社三十年史」1940年12月30日、NCID BN08216133
3. 1 2 3 4 5 6 7 8 9 10 11 12 13 14  「近畿日本鉄道 80年のあゆみ」近畿日本鉄道、1990年10月1日、NCID BN0666851X
4. 1 2 3 4 5 6 7 8 9 10 11 12 13 14 15 16 17 18  「近畿日本鉄道 50年のあゆみ」近畿日本鉄道、1960年9月16日、NCID BN08454754
5. 1 2 3 4 5 6 7 8 9 10 11 12 13 14 15 16 17   「近畿日本鉄道 最近20年のあゆみ」近畿日本鉄道、1980年10月1日、NCID BN05420494
6. ↑  東京スポーツ 1961年（昭和36年）5月9日号参照
7. ↑  「最近10年のあゆみ 創業60周年記念 --『ひかり』創業60周年記念号」近畿日本鉄道、1970年12月1日、NCID BN09316960
8. ↑  「近畿日本鉄道 創業80周年記念 最近10年のあゆみ」近畿日本鉄道、1990年10月1日、NCID BN08102644
9. ↑  水上3回転完成 あやめ池遊園地（奈良）で、新しい橋とともに ゲームマシン第163号
10. ↑  「あやめ池遊園地跡地、開発造成に着手(Wayback Machine)」MSN産経ニュース、2008年3月4日03:00
11. ↑  「週刊まちぶら あやめ池遊園地跡かいわい 子どもら 歓声再び」『朝日新聞』2010年11月28日付朝刊、奈良全県・2地方、第34面
12. 1 2 3 4 5 6 7  「KINTETSU NEWS RELEASE 平成22年の一部街開きを目指し、あやめ池遊園地跡地開発工事に着手～あやめ池の恵まれた自然を承継し、上質な住宅、文教施設、病院等を備えた「多機能総合タウン」を創造～ (PDF) 」近畿日本鉄道秘書広報部、2008年3月3日
13. ↑  「KINTETSU NEWS RELEASE 4月6日（火）、近鉄あやめ池住宅地誕生！～文教施設、スーパーマーケットのほか、テニスグラブなどの出店施設も決定～ (PDF) 」近畿日本鉄道秘書広報部、2010年3月25日
14. 1 2  「「近鉄あやめ池住宅地」販売を開始」MSN産経ニュース、2010年10月9日14:44
15. 1 2 3 4 5 6 7  「KINTETSU NEWS RELEASE ～戸建住宅、集合住宅からなる宅地開発プロジェクトとして全国初～あやめ池遊園地跡地開発事業が、国土交通省公募の「住宅・建築物省CO2推進モデル事業」に採択されました。 (PDF) 」近畿日本鉄道秘書広報部、2009年12月1日
16. ↑  「旧日本軍の高射砲発見【あやめ池遊園地跡地】」奈良新聞WEB、2010年4月7日
17. ↑  “あやめ池遊園地跡地から爆弾-戦時中の展示物か”. MSN産経ニュース (2010年4月7日). 2010年4月10日時点のオリジナルよりアーカイブ。2010年12月19日閲覧。
18. ↑  「環境創造プロジェクト「近鉄あやめ池住宅地」街びらき! ～第1期分譲住宅が完成。街びらきイベント10月9日（土）より開催～ (PDF) 」近畿日本鉄道秘書広報部、2010年10月4日
19. ↑  “近鉄「菖蒲池」駅前に 5/16(MON)OPEN” (PDF).   近畿日本鉄道 (2011年4月18日). 2011年5月15日時点のオリジナルよりアーカイブ。2012年9月22日閲覧。